# Liste des fédérations sportives internationales

## Sports olympiques

### Sports d'été
| Sport              | Fédération                                                          | Nom abrégé | Siège        | Ville             | Site Internet                |
| ------------------ | ------------------------------------------------------------------- | ---------- | ------------ | ----------------- | ---------------------------- |
| Athlétisme         | World Athletics                                                     | WA         | Monaco       | Monaco            | www.iaaf.org                 |
| Aviron             | Fédération internationale des sociétés d'aviron                     | FISA       | Suisse       | Lausanne          | worldrowing.com              |
| Badminton          | Fédération mondiale de badminton                                    | BWF        | Malaisie     | Kuala Lumpur      | bwfbadminton.com             |
| Basket-ball        | Fédération internationale de basket-ball                            | FIBA       | Suisse       | Mies              | www.fiba.com                 |
| Boxe               | Association internationale de boxe amateur                          | AIBA       | Suisse       | Lausanne          | www.aiba.org                 |
| Boxe               | Association internationale de boxe                                  | IBA        | Suisse       | Lausanne          | www.iba.sport                |
| Canoë-kayak        | Fédération internationale de canoë                                  | ICF        | Suisse       | Lausanne          | www.canoeicf.com             |
| Cyclisme           | Union cycliste internationale                                       | UCI        | Suisse       | Aigle             | www.uci.ch                   |
| Danse sportive     | Fédération Mondiale de Danse Sportive                               | WDSF       | Suisse       | Lausanne          | www.worlddancesport.org      |
| Escrime            | Fédération internationale d'escrime                                 | FIE        | Suisse       | Lausanne          | www.fie.ch                   |
| Football           | Fédération internationale de football association                   | FIFA       | Suisse       | Zurich            | www.fifa.com                 |
| Golf               | Fédération internationale de golf                                   | IGF        | Suisse       | Lausanne          | www.igfgolf.org              |
| Gymnastique        | Fédération internationale de gymnastique                            | FIG        | Suisse       | Lausanne          | www.fig-gymnastics.com       |
| Haltérophilie      | Fédération internationale d'haltérophilie                           | IWF        | Suisse       | Lausanne          | www.iwf.net                  |
| Handball           | Fédération internationale de handball                               | IHF        | Suisse       | Bâle              | www.ihf.info                 |
| Hockey sur gazon   | Fédération internationale de hockey sur gazon                       | FIH        | Suisse       | Lausanne          | www.worldhockey.org          |
| Judo               | Fédération internationale de judo                                   | IJF        | Hongrie      | Budapest          | www.ijf.org                  |
| Lutte              | United World Wrestling                                              | UWW        | Suisse       | Corsier sur Vevey | www.unitedworldwrestling.org |
| Natation           | Fédération internationale de natation                               | FINA       | Suisse       | Lausanne          | www.fina.org                 |
| Pentathlon moderne | Union internationale de pentathlon moderne                          | UIPM       | Monaco       | Monaco            | www.pentathlon.org           |
| Rugby à sept       | World Rugby                                                         | WR         | Irlande      | Dublin            | www.irb.com                  |
| Sports équestres   | Fédération équestre internationale                                  | FEI        | Suisse       | Lausanne          | www.fei.org                  |
| Taekwondo          | Fédération mondiale de taekwondo                                    | WT         | Corée du Sud | Séoul             | www.worldtaekondo.org        |
| Tennis             | Fédération internationale de tennis                                 | ITF        | Angleterre   | Londres           | www.itftennis.com            |
| Tennis de table    | Fédération internationale de tennis de table                        | ITTF       | Suisse       | Lausanne          | www.ittf.com                 |
| Tir                | Fédération internationale de tir sportif                            | ISSF       | Allemagne    | Munich            | www.issf-shooting.org        |
| Tir à l'arc        | World Archery Federation - Fédération Internationale de Tir à l’Arc | FITA       | Suisse       | Lausanne          | www.archery.org              |
| Triathlon          | Union internationale de triathlon                                   | WT         | Suisse       | Lausanne          | www.triathlon.org            |
| Voile              | Fédération internationale de voile                                  | WS         | Angleterre   | Southampton       | www.sailing.org              |
| Volley-ball        | Fédération internationale de volley-ball                            | FIVB       | Suisse       | Lausanne          | www.fivb.ch                  |

### Sports d'hiver
| Sport                 | Fédération                                               | Nom abrégé | Siège     | Ville               | Site Internet         |
| --------------------- | -------------------------------------------------------- | ---------- | --------- | ------------------- | --------------------- |
| Biathlon              | Union internationale de biathlon                         | IBU        | Autriche  | Salzbourg           | www.biathlonworld.com |
| Bobsleigh et Skeleton | Fédération internationale de bobsleigh et de tobogganing | FIBT       | Suisse    | Lausanne            | www.ibsf.org          |
| Curling               | Fédération mondiale de curling                           | WCF        | Écosse    | Perth               | www.worldcurling.org  |
| Hockey sur glace      | Fédération internationale de hockey sur glace            | IIHF       | Suisse    | Zurich              | www.iihf.com          |
| Luge                  | Fédération internationale de luge de course              | FIL        | Allemagne | Berchtesgaden       | www.fil-luge.org      |
| Patinage              | Union internationale de patinage                         | ISU        | Suisse    | Lausanne            | www.isu.org           |
| Patinage              | World Skate                                              | WS         | Suisse    | Lausanne            | www.worldskate.org    |
| Ski                   | Fédération internationale de ski                         | FIS        | Suisse    | Oberhofen/Thunersee | www.fis-ski.com       |

## Sports non olympiques
| Sport                                                      | Fédération                                                                       | Nom abrégé  | Siège            | Ville            | Site Internet                  |
| ---------------------------------------------------------- | -------------------------------------------------------------------------------- | ----------- | ---------------- | ---------------- | ------------------------------ |
| Airsoft Shooting                                           | International airsoft practical shooting                                         | IAPS        | Espagne          | Mallorca         | www.airsoft-shooting.org       |
| Alpinisme                                                  | Union Internationale des Associations d'Alpinisme                                | UIAA        | Suisse           | Berne            | www.uiaa.ch                    |
| Balle au tambourin                                         | Fédération internationale de balle au tambourin                                  | FIBTAM      | France           |                  | www.fibtam.org                 |
| Ballon au poing                                            | Association internationale de ballon au poing                                    |             | Allemagne        |                  |                                |
| Bando (thaing : banshay, lethwei, naban)                   | International Thaing Bando Association                                           | ITBA        | Angleterre       | Londres          | http://www.thaingbando.com     |
| Bandy                                                      | Fédération internationale de bandy                                               | FIB         | Suède            | Tommarp          | www.internationalbandy.com     |
| Baseball                                                   | World Baseball Softball Confederation                                            | WBSC        | Suisse           | Pully            | www.wbsc.org                   |
| Billard                                                    | World Confederation of Billiards Sports                                          | WCBS        | Suisse           | Lausanne         | http://www.billiard-wcbs.org   |
| Billard                                                    | Union Mondiale de Billard                                                        | UMB         | Suisse           | Lausanne         | www.wcbs.sport                 |
| Boxes pieds-poings (kickboxing, full-contact, thai-boxing) | International sport kickboxing association                                       | ISKA        | États-Unis       | Newberry         | ISKA world office              |
| Boxes pieds-poings (kickboxing, full-contact, thai-boxing) | World kickboxing association                                                     | WKA         | Nouvelle Zélande | Auckland         | WKA world office               |
| Bowling                                                    | Fédération internationale des quilleurs                                          | IBF         | Suisse           | Lausanne         | bowling.sport                  |
| Course d'orientation                                       | Fédération internationale de course d'orientation                                | IOF         | Suède            | Karlsbad         | orienteering.sport/            |
| Cricket                                                    | International Cricket Council                                                    | ICC         | É.A.U.           | Dubaï            | www.icc-cricket.com            |
| Crosse                                                     | Fédération internationale de crosse                                              | FIC         | États-Unis       | Colorado Springs | www.worldlacrosse.sport        |
| Escalade                                                   | Fédération internationale d'escalade                                             | IFSC        | Italie Suisse    | Turin Berne      | www.ifsc-climbing.org          |
| Échecs                                                     | Fédération internationale des échecs                                             | FIDE        | Suisse           | Lausanne         | www.fide.com                   |
| Floorball                                                  | Fédération internationale de floorball                                           | IFF         | Finlande         | Helsinki         | www.floorball.org              |
| Football à sept                                            | Association internationale de football à sept                                    | IFA7        | Canada           | Calgary          | www.ifa7.com                   |
| Football américain                                         | Fédération internationale de football américain                                  | IFAF        | France           | La Courneuve     | www.ifaf.info                  |
| Football australien                                        | Fédération internationale de football australien                                 | IAFC        | Australie        | Melbourne        | www.aflinternational.com/      |
| Football gaélique                                          | Association athlétique gaélique                                                  | GAA         | Irlande          | Dublin           | www.gaa.ie                     |
| Force athlétique                                           | Fédération internationale de force athlétique                                    | IPF         | Luxembourg       | Strassen         | https://www.powerlifting.sport |
| Futsal                                                     | Association Mondiale de Futsal                                                   | AMF         | Paraguay         | Asuncion         | www.amfutsal.com.py            |
| Boules                                                     | Fédération mondiale de boules et de pétanque                                     | FMBP        | Suisse           | Prilly           | wpbf-fmbp.org                  |
| Karaté                                                     | Fédération mondiale de karaté                                                    | WKF         | Espagne          | Madrid           | wkf.net                        |
| Kin-ball                                                   | Fédération Internationale de Kin-ball                                            | FIKB        | Canada           | Montréal         | www.kin-ball.com               |
| Korfbal                                                    | Fédération internationale de korfbal                                             | IKF         | Pays-Bas         | Utrecht          | https://korfball.sport/        |
| Netball                                                    | Fédération internationale de netball                                             | IFNA        | Angleterre       | Manchester       | www.netball.org                |
| Ngueu Betne et Sports Locaux (24 sports)                   | Fédération Internationale de Ngueu Betne et des Sports Locaux                    | FINBESL     | Cameroun         |                  | www.finbesl.org                |
| Padel                                                      | Fédération internationale de padel                                               | FIP         | Suisse           | Lausanne         | www.padelfip.com               |
| Pêche à la mouche                                          | Fédération internationale de pêche sportive à la mouche                          | FIPS-mouche | Angleterre       |                  |                                |
| Pêche au coup                                              | Fédération internationale de pêche sportive en eau douce                         | FIPS-ed     | Italie           | Rome             | www.fips-ed.com                |
| Pêche en mer                                               | Fédération internationale de pêche sportive en mer                               | FIPS-mer    | Luxembourg       |                  | www.fips-m.com                 |
| Pêche sous-marine                                          | Fédération internationale de pêche sportive en apnée                             | FIPSA       | France           |                  |                                |
| Pelote basque                                              | Fédération internationale de pelote basque                                       | FIPV        | Espagne          | Pampelune        | www.fipv.net                   |
| Pétanque                                                   | Fédération internationale de pétanque et jeu provençal                           | FIPJP       | France           | Marseille        | www.fipjp.com                  |
| Polo                                                       | Fédération internationale de polo                                                | FIP         | Uruguay          | Montevideo       | www.fippolo.com                |
| Roller                                                     | Fédération internationale de roller sports                                       | FIRS        | Suisse           | Lausanne         | rollersports.org               |
| Rugby à XIII                                               | Rugby League International Federation                                            | RLIF        | Angleterre       | Londres          | www.rlif.com                   |
| Rugby à XV                                                 | World Rugby                                                                      | IRB         | Irlande          | Dublin           | www.irb.com                    |
| Sambo                                                      | Fédération Internationale Amateure de Sambo                                      | FIAS        | Suisse           | Lausanne         | www.sambo-fias.org             |
| Scrabble                                                   | Fédération internationale de Scrabble francophone                                | FISF        | Belgique         | Forest           | www.fisf.net                   |
| Silambam                                                   | Association mondiale de silambam                                                 | WSA         | Malaisie         | Subang Jaya      | silambam.world                 |
| Ski nautique                                               | Fédération internationale de ski nautique                                        | IWSF        | Suisse           | Unterägeri       | www.iwsf.com                   |
| Sport aérien                                               | Fédération aéronautique internationale                                           | FAI         | Suisse           | Lausanne         | www.fai.org                    |
| Sport automobile                                           | Fédération internationale de l'automobile                                        | FIA         | France           | Paris            | www.fia.com                    |
| Sport motocycliste                                         | Fédération internationale de motocyclisme                                        | FIM         | Suisse           | Mies             | www.fim.ch                     |
| Sports sous-marins                                         | Confédération mondiale des activités subaquatiques                               | CMAS        | Italie           | Rome             | www.cmas.org                   |
| Sport Stacking                                             | International Sport Stacking Federation                                          | ISSF        | Allemagne        | Essen            | www.issf.online                |
| Squash                                                     | World squash federation                                                          | WSF         | Angleterre       | Hastings         | www.worldsquash.org/           |
| Street Workout                                             | World Street Workout and Calisthenics Federation                                 | WSWCF       | Lettonie         | Brīvkalni        | www.wswcf.org                  |
| Sumo                                                       | Fédération internationale de sumo                                                | IFS         | Japon            | Tokyo            | www.ifs-sumo.org/              |
| Surf                                                       | Association internationale du surf                                               | ISA         | États-Unis       | Cardiff          | www.isasurf.org/               |
| Tennis-ballon                                              | Fédération Internationale de FootballTennis Association                          | FIFTA       | Chypre           |                  | www.fifta.org                  |
| Touch                                                      | Federation of International Touch                                                | FIT         | Australie        |                  | www.internationaltouch.org     |
| Tourisme équestre                                          | Fédération internationale de tourisme équestre                                   | FITE        | France           | Lamotte Beuvron  | https://fite-net.org/          |
| Ultimate                                                   | Fédération mondiale de disque-volant                                             | WFDF        | États-Unis       | Colorado Springs | www.wfdf.org                   |
| Wushu                                                      | Fédération internationale de wushu                                               | IWUF        | Chine Suisse     | Pékin Lausanne   | www.iwuf.org                   |
| Võ Cổ Truyền                                               | Fédération Mondiale de Vocotruyen Vietnam                                        | WFVV        | Viêt Nam         | Hanoï            | wf-vv.com/                     |
| Vovinam-Viet Vo Dao                                        | Fédération Mondiale de Vovinam-Viet Vo Dao, World Federation Vovinam-Viet Vo Dao | WFVVD       | France           |                  |                                |

## Autres organisations internationales sportives
| Sport          | Fédération                                       | Nom abrégé | Siège  | Ville    | Site Internet        |
| -------------- | ------------------------------------------------ | ---------- | ------ | -------- | -------------------- |
| Tous           | Agence mondiale antidopage                       | AMA        | Canada | Montréal | www.wada-ama.org/fr/ |
| 31 disciplines | Fédération internationale du sport universitaire | FISU       | Suisse | Lausanne | www.fisu.net         |
| Bridge         | Fédération mondiale de bridge                    | WBF        | Suisse | Lausanne | www.worldbridge.org  |